# Chorwacka Wspólnota Demokratyczna

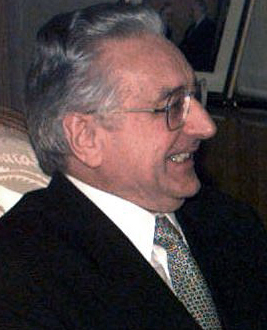
Franjo Tuđman – założyciel HDZ

Chorwacka Wspólnota Demokratyczna (chorw. Hrvatska demokratska zajednica, HDZ) – chorwacka partia polityczna powołana 17 czerwca 1989. W latach 90. reprezentowała nurt niepodległościowy i nacjonalistyczny, stanowiła zaplecze polityczne jej założyciela Franja Tuđmana. Po jego śmierci ewoluowała stopniowo w kierunku ugrupowania centroprawicowego, umiarkowanie konserwatywnego i chadeckiego, popierającego proces akcesji Chorwacji do NATO i Unii Europejskiej. Partia jest członkiem Europejskiej Partii Ludowej.
HDZ rządziła lub współrządziła państwem w latach 1990–2000, następnie od 2003 do 2011. W 2020 roku ponownie utworzyła rząd.

## Wyniki wyborcze
Wyniki w wyborach do Zgromadzenia Chorwackiego:
- 1990: 41,9% głosów i 55 mandatów
- 1992: 44,7% głosów i 85 mandatów
- 1995: 45,2% głosów i 75 mandatów
- 2000: 24,4% głosów i 46 mandatów
- 2003: 33,9% głosów i 66 mandatów
- 2007: 36,0% głosów i 66 mandatów
- 2011: 23,8% głosów i 47 mandatów
- 2015: 33,4% głosów i 59 mandatów
- 2016: 36,3% głosów i 61 mandatów
- 2020: 43,7% głosów i 66 mandatów

## Przewodniczący
- 1989–1999: Franjo Tuđman
- 2000–2000: Vladimir Šeks (p.o.)
- 2000–2009: Ivo Sanader
- 2009–2012: Jadranka Kosor
- 2012–2016: Tomislav Karamarko[2]
- od 2016: Andrej Plenković